# Natuurbranden in Australië

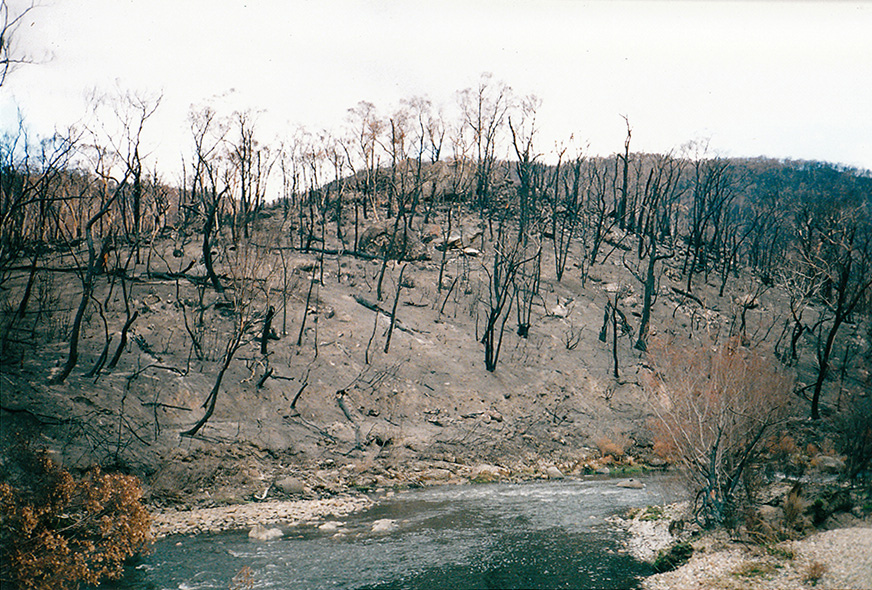
Hevige bushfires hebben een grote impact op het milieu, zoals hier bij de Big River nabij Anglers Rest, Victoria, East Gippsland, na de 2003 Eastern Victorian alpine bushfires

Natuurbranden in Australië, doorgaans bushfires genoemd, zijn een jaarlijks en frequent voorkomend fenomeen gedurende de warmere maanden, als gevolg van het hete en droge Australische klimaat. Deze branden teisteren grote gebieden, met dodelijke slachtoffers en enorme schade als gevolg. Maar de branden vormen ook een essentieel onderdeel van de ecologie van het land. Aborigines hebben duizenden jaren lang gebruik gemaakt van vuur om grasland te creëren of wild op te drijven voor de jacht, en om open plekken te maken in de dichte vegetatie. In 2013 rapporteerde de Australische milieugroep Climate Council dat de branden door de opwarming van de Aarde toenemen in frequentie en omvang. Een conclusie die door sommige studies bevestigd wordt, maar door andere wordt weerlegd.

## Ecologie
De natuurlijke cyclus van natuurbranden in Australië werd reeds verstoord door de vestiging van de eerste mensen. Branden kwamen steeds vaker voor, als gevolg van het ingrijpen van de mens. Om het vuur te overleven, en er zelfs gebruik van te maken, ontwikkelden bepaalde plantensoorten serotinie (aanpassingsstrategieën) zoals stamscheuten, lignotubers, of vuurbestendige zaadvorming. Goed aangepaste plantensoorten zoals de eucalyptus, waarvan de oliehoudende bladeren de brand aanwakkeren, haalden precies daardoor een concurrentievoordeel boven andere, minder brandbestendige bomen.
Ook een aantal inheemse diersoorten heeft zich aangepast aan frequente natuurbranden.

## Uitzonderlijke branden
Omvangrijke natuurbranden worden vaak vernoemd naar de dag waarop ze zijn ontstaan, zo bijvoorbeeld Ash Wednesday (Aswoensdag) of Black Saturday (Paaszaterdag).
Enkele zware natuurbranden met dodelijke slachtoffers waren:
- 2019-2020: een groot aantal natuurbranden hield het land maandenlang in hun greep
- 2009 Black Saturday bushfires
- 2006 December Bushfires
- 2003 Eastern Victorian alpine bushfires
- 1983 Ash Wednesday bushfires
- 1974 bushfires: 117 miljoen hectare (1.170.000 vierkante kilometer)[5][6]
- 1967 Tasmanian Black Tuesday bushfires
- 1939 Black Friday bushfires
- 1926 Victoria bushfires
- 1851 Black Thursday bushfires.

Het jaarlijks “seizoen” van de natuurbranden loopt van de maand juni tot de maand mei het volgend jaar, bijvoorbeeld 2018-19 Australian bushfire season.

## Preventie en bestrijding
Sedert 2009 hanteren de Australische overheden een eenvormig systeem voor aangepaste waarschuwingen:
| Categorie                | Index brandgevaar           |
| ------------------------ | --------------------------- |
| Catastrofaal / Code Rood | Bos 100+ Grasland 150+      |
| Extreem                  | Bos 75–100 Grasland 100–150 |
| Ernstig                  | Bos 50–75 Grasland 50–100   |
| Zeer hoog                | 25–50                       |
| Hoog                     | 12–25                       |
| Laag tot matig           | 0–12                        |

Elke Australische deelstaat heeft een eigen ruraal brandweerkorps. De overheid publiceert ook brochures met instructies. Algemene coördinatie en onderzoek gebeurt, gezamenlijk voor Australië en Nieuw-Zeeland, door de National Council for Fire and Emergency Services.